# Егуткин, Аркадий Ефимович
Аркадий Ефимович Егуткин (род. 26 марта 1936, Гомель, БелССР, СССР) — советский и российский художник, народный художник Российской Федерации (2011).

## Биография
Родился 26 марта 1936 года в городе Гомеле Белорусской ССР.
В 1942 года был эвакуирован в Ульяновскую область, в село Должниково.
С 1947 года — жил в Ульяновске.
Учился в 1-й мужской школе им. Ленина (ныне Гимназия № 1), посещал изостудию Дворца пионеров.
Учился в Ульяновском автомеханическом техникуме, институте. Работал инженером на автомобильном и механическом заводах Ульяновска.
С 1960 года начал сотрудничать с редакцией областной газеты «Ульяновская правда», где печатал очерки с собственными иллюстрациями.
В 1964 году — стал членом Союза журналистов СССР.
В 1969 году — окончил художественный факультет Московского полиграфического института.
В 1974 году со своей первой тематической картиной «Мои современники» участвует в IV региональной художественной выставке «Большая Волга».
В дальнейшем пишет тематические картины и портреты людей труда, ветеранов войны, творческой интеллигенции.
С 1975 года — член Союза художников СССР.
С 1995 по 2013 годы — возглавлял Ульяновское отделение Союза художников России.
С 2001 по 2013 годы — профессор кафедры живописи, графики и скульптуры Ульяновского государственного университета.
С 1967 года — участник областных, зональных, республиканских, всесоюзных и международных выставок.
С 2014 года живёт с семьёй в Израиле.
Его работы хранятся в музеях России, в отечественных и зарубежных частных собраниях.

## Награды
- Народный художник Российской Федерации (2011)
- Заслуженный художник Российской Федерации (2001)[4]
- Золотая медаль Союза художников России
- медали ВДНХ
- Лауреат региональной премии в области изобразительного искусства имени А. А. Пластова (2007)
- Почётный гражданин города Ульяновска (2011)[5]